# 参宿增廿九
参宿增廿九（麒麟座6），又名BD-10 1455，HD 43760、SAO 151318、HR 2255，是麒麟座的一颗恒星，视星等为6.75，位于銀經218.79，銀緯-12.33，其B1900.0坐标为赤經6h 12m 53s，赤緯-10° -12.33′ 17″。